# كلينتون (إلينوي)
كلينتون (بالإنجليزية: Clinton, Illinois)‏ هي مدينة تقع في الولايات المتحدة في إلينوي. يقدر عدد سكانها بـ 7,225 نسمة .

## التركيبة السكانية
حدّد مكتب تعداد الولايات المتحدة بيانات التركيبة السكانية لكلينتون في تعداد الولايات المتحدة. في ما يلي، التركيبة السكانية حسب تعدادي 2000 و2010.

### تعداد عام 2000
بلغ عدد سكان كلينتون 7,485 نسمة بحسب تعداد عام 2000، وبلغ عدد الأسر 3,157 أسرة وعدد العائلات 2,000 عائلة مقيمة في المدينة. في حين سجلت الكثافة السكانية 808.3 نسمة لكل كيلومتر مربع (2,093.5/ميل2). وبلغ عدد الوحدات السكنية 3,395 وحدة بمتوسط كثافة قدره 366.6 لكل كيلومتر مربع (949.5/ميل2).
وتوزع التركيب العرقي للمدينة بنسبة 97.11% من البيض و0.84% من الأمريكيين الأفارقة و0.20% من الأمريكيين الأصليين و0.19% من الأمريكيين ذوي الأصول الآسيوية و0.04% من سكان جزر المحيط الهادئ و0.92% من الأعراق الأخرى و0.69% من عرقين مختلطين أو أكثر و2.23% من الهسبانيون أو اللاتينيون من أي عرق.
بلغ عدد الأسر 3,157 أسرة كانت نسبة 33.2% منها لديها أطفال تحت سن الثامنة عشر تعيش معهم، وبلغت نسبة الأزواج القاطنين مع بعضهم البعض 48.9% من أصل المجموع الكلي للأسر، ونسبة 10.7% من الأسر كان لديها معيلات من الإناث دون وجود شريك، بينما كانت نسبة 3.7% من الأسر لديها معيلون من الذكور دون وجود شريكة وكانت نسبة 36.6% من غير العائلات. تألفت نسبة 32.5% من أصل جميع الأسر من عدة أفراد يعيشون في نفس المنزل ونسبة 15% كانت تتألف من شخص يعيش بمفرده يبلغ من العمر 65 عاماً أو أكثر. وبلغ متوسط حجم الأسرة المعيشية 2.34، أما متوسط حجم العائلات فبلغ 2.97.
بلغ العمر الوسطي للسكان 36.9 عاماً. وكانت نسبة 25.3% من القاطنين تحت سن الثامنة عشر، وكانت نسبة 8.3% بين الثامنة عشر والرابعة والعشرين عاماً، ونسبة 28.3% كانت واقعةً في الفئة العمرية ما بين الخامسة والعشرين والرابعة والأربعين عاماً، ونسبة 21.2% كانت ما بين الخامسة والأربعين والرابعة والستين، ونسبة 15.8% كانت ضمن فئة الخامسة والستين عاماً فما فوق. يوجد لكل 100 أنثى 90.2 ذكر، ويوجد لكل 100 أنثى في الثامنة عشر من عمرها فما فوق 87.9 ذكر.
بلغ متوسط دخل الأسرة في المدينة 36,279 دولارًا، أما متوسط دخل العائلة فبلغ 48,024 دولارًا. وكان متوسط دخل الذكور 34,777 دولارًا مقابل 22,296 دولارًا للإناث. وسجل دخل الفرد الخاص بالمدينة 18,729 دولارًا. وكانت نسبة 7.8% من العائلات ونسبة 10.8% من السكان تحت خط الفقر، وكان من هؤلاء نسبة 16.2% تحت سن الثامنة عشر ونسبة 8.4% في الخامسة والستين من العمر وما فوق.

### تعداد عام 2010
بلغ عدد سكان كلينتون 7,225 نسمة بحسب تعداد عام 2010، وبلغ عدد الأسر 3,072 أسرة وعدد العائلات 1,873 عائلة مقيمة في المدينة. في حين سجلت الكثافة السكانية 780.2 نسمة لكل كيلومتر مربع (2,020.7/ميل2). وبلغ عدد الوحدات السكنية 3,397 وحدة بمتوسط كثافة قدره 366.8 لكل كيلومتر مربع (950.0/ميل2).
وتوزع التركيب العرقي للمدينة بنسبة 95.47% من البيض و0.87% من الأمريكيين الأفارقة و0.18% من الأمريكيين الأصليين و0.40% من الأمريكيين ذوي الأصول الآسيوية و0.06% من سكان جزر المحيط الهادئ و1.54% من الأعراق الأخرى و1.48% من عرقين مختلطين أو أكثر و3.14% من الهسبانيون أو اللاتينيون من أي عرق.
بلغ عدد الأسر 3,072 أسرة كانت نسبة 30.1% منها لديها أطفال تحت سن الثامنة عشر تعيش معهم، وبلغت نسبة الأزواج القاطنين مع بعضهم البعض 43.2% من أصل المجموع الكلي للأسر، ونسبة 12.9% من الأسر كان لديها معيلات من الإناث دون وجود شريك، بينما كانت نسبة 4.9% من الأسر لديها معيلون من الذكور دون وجود شريكة وكانت نسبة 39% من غير العائلات. تألفت نسبة 34.2% من أصل جميع الأسر من عدة أفراد يعيشون في نفس المنزل ونسبة 14.8% كانت تتألف من شخص يعيش بمفرده يبلغ من العمر 65 عاماً أو أكثر. وبلغ متوسط حجم الأسرة المعيشية 2.29، أما متوسط حجم العائلات فبلغ 2.89.
بلغ العمر الوسطي للسكان 39.3 عاماً. وكانت نسبة 23.5% من القاطنين تحت سن الثامنة عشر، وكانت نسبة 7.8% بين الثامنة عشر والرابعة والعشرين عاماً، ونسبة 26% كانت واقعةً في الفئة العمرية ما بين الخامسة والعشرين والرابعة والأربعين عاماً، ونسبة 25.1% كانت ما بين الخامسة والأربعين والرابعة والستين، ونسبة 17.6% كانت ضمن فئة الخامسة والستين عاماً فما فوق. وتوزع التركيب الجنسي للسكان بنسبة 48.4% ذكور و51.6% إناث.

## أعلام
- تشارلز كريستوفر آدامز
- تشارلي إروين
- دوك مارشال
- جين فانس
- أل أتكينسون